# Piercia jacksoni
Piercia jacksoni is een vlinder uit de familie spanners (Geometridae). De wetenschappelijke naam van deze soort is voor het eerst geldig gepubliceerd in 1956 door Fletcher D. S..
De soort komt voor in tropisch Afrika.